# Deutsches Evangelisches Gesangbuch

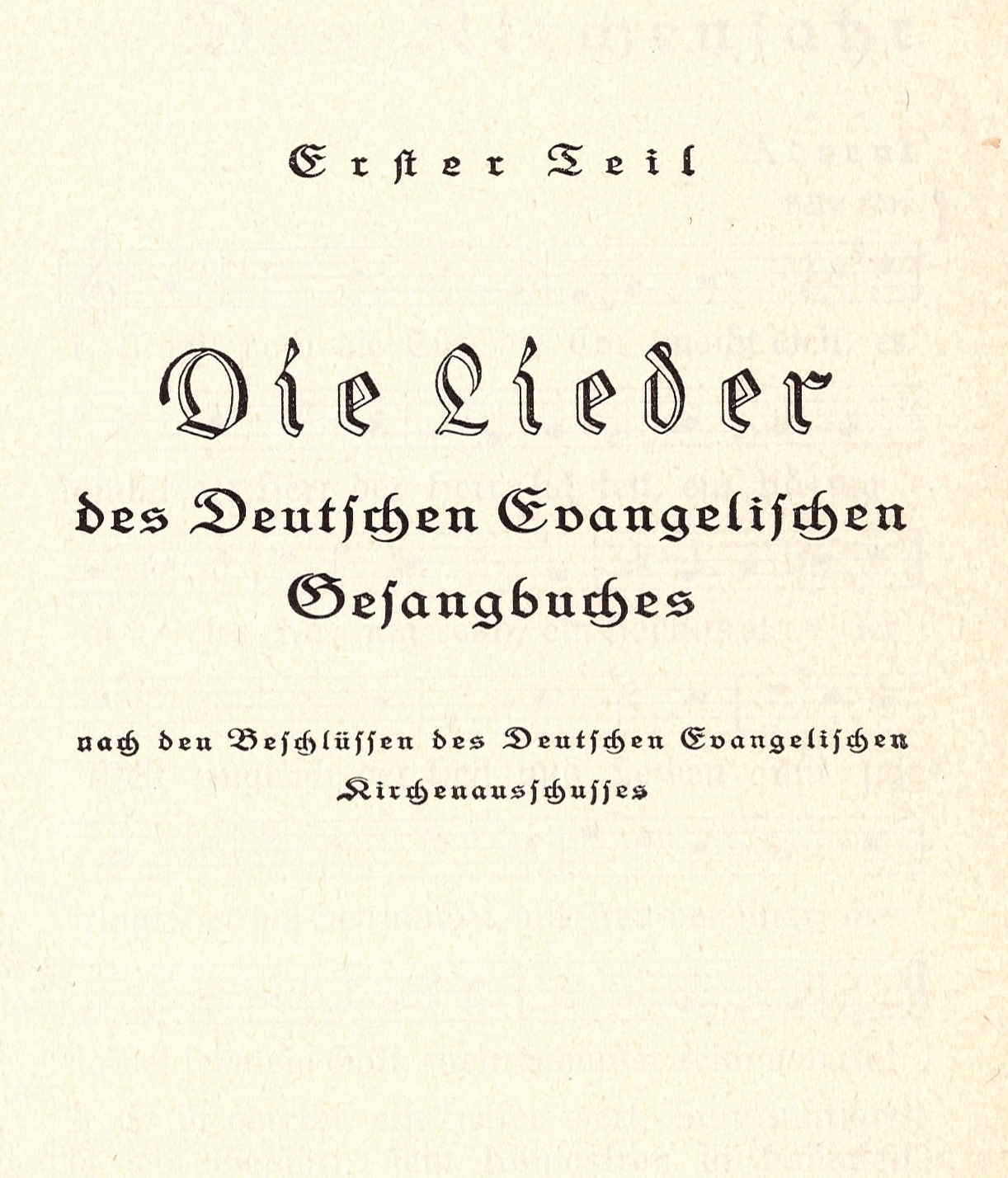
Evangelisches Gesangbuch für Rheinland und Westfalen (1929), Titelseite des überregionalen Teils

Das Deutsche Evangelische Gesangbuch (DEG) war eine Zusammenstellung von 342 deutschsprachigen evangelischen Kirchenliedern in verbindlicher Text- und Melodiegestalt. Dieser Liedergrundstock wurde vom Deutschen Evangelischen Kirchenausschuss beschlossen und erstmals 1915 als Deutsches Evangelisches Gesangbuch für die Schutzgebiete und das Ausland gedruckt. In der Zwischenkriegszeit wurde es von mehreren Landeskirchen als Stammteil ihrer Gesangbücher übernommen und war damit die Vorstufe zum ersten gesamtdeutschen und österreichischen Gesangbuch, dem Evangelischen Kirchengesangbuch von 1950.

## Geschichte

### Vorgeschichte
Gemeindelieder waren einer der wichtigsten Verbreitungswege der Reformation und eines ihrer Kennzeichen. Die fortschreitende Technik des Buchdrucks ermöglichte mehr und mehr lesekundigen Menschen den Besitz und Gebrauch von Bibeln, Erbauungs- und Gesangbüchern. Die landeskirchliche und konfessionelle Zersplitterung des deutschen Protestantismus hatte eine kleinregionale Auffächerung des Kirchengesangs zur Folge. Selbst die Lieder Martin Luthers, erst recht die vielen Lieder des Barockzeitalters fanden sich in privaten wie landeskirchlich approbierten Gesangbüchern in den unterschiedlichsten Text- und Melodiefassungen.
Erst das 19. Jahrhundert ließ mit der zunehmenden gesellschaftlichen Mobilität und der Relativierung der innerprotestantischen Konfessionsgrenzen das Bedürfnis nach gemeinsamen Liedern in gemeinsamen Fassungen entstehen. 1854 erschien das Deutsche Evangelische Kirchen-Gesangbuch in 150 Kernliedern, dessen Inhalt die Deutsche Evangelische Kirchenkonferenz bei ihrem ersten Zusammentreten in Eisenach 1852 beschlossen hatte. Das Buch blieb jedoch eine Vorlage und wurde von keiner Landeskirche in den gottesdienstlichen Gebrauch übernommen.

### Entstehung
Einen neuen Anstoß zur Zusammenarbeit der evangelischen Landeskirchen brachte die Gründung des Kaiserreichs 1871 und ab 1884 das Zusammentreffen von Siedlern aus allen Reichsteilen in den deutschen Kolonialgebieten.
Der 1903 konstituierte Deutsche Evangelische Kirchenausschuss sah die Gesangbucharbeit als vordringliche Aufgabe an. Als die Vorarbeiten zur Beschlussreife gekommen waren, brach der Erste Weltkrieg aus, was gemeinsame Lieder für die Soldaten zusätzlich wünschenswert machte. Nach dem Erscheinen des Buchs im zweiten Kriegsjahr war jedoch an landeskirchliche Einführungen nicht mehr zu denken.

### Gebrauchszeitraum
Nachdem in den Kriegs- und Nachkriegsjahren die Gesangbucharbeit weitgehend geruht hatte und lediglich die Evangelisch-Lutherische Kirche in Lübeck 1916 das DEG mit einem eigenen Anhang von 45 Liedern übernommen hatte, kam es ab der zweiten Hälfte der 1920er Jahre in mehreren Landeskirchen und preußischen Kirchenprovinzen zur Einführung neuer Gesangbücher mit den 342 Liedern des DEG als Stammteil:
- 1928 Frankfurt
- 1928 Thüringen
- 1929 Rheinland/Westfalen
- 1929 Lippe (Gesangbuch für Rheinland und Westfalen mit Anhang für Lippe)
- 1929 	Evangelisch-Reformierte Landeskirche der Provinz Hannover
- 1930 Hamburg/Mecklenburg/Schleswig-Holstein/Lübeck und Eutin
- 1931 Brandenburg/Pommern
- 1931 Provinz Sachsen/Anhalt
- 1948 Hessen-Kassel
- 1949 Bremen

Diese Gesangbücher blieben bis zur Einführung des Evangelischen Kirchengesangbuchs (EKG) in Gebrauch. Dies geschah in den meisten Landeskirchen am Anfang der 1950er Jahre. In Westfalen, Rheinland und Lippe war das Gesangbuch mit dem DEG-Stammteil aufgrund eines auf 40 Jahre befristeten Vertrags mit dem Verlag W. Crüwell in Dortmund (der auch schon das Vorgängergesangbuch für Rheinland und Westfalen verlegt hatte) noch bis 1969 in Gebrauch. Da sein Schriftsatz nur geringfügig modernisiert wurde, unterschied es sich in den 1950er und 1960er Jahren von den neueren Gesangbüchern der anderen Landeskirchen auch optisch durch seinen Fraktursatz.

## Eigenart
Unter den 342 Liedern des DEG ist die pietistische Tradition verhältnismäßig stark vertreten, während eine Reihe im EKG vorhandener reformatorischer Lieder sowie die Lieder der Böhmischen Brüder noch fehlen. Die Textfassungen sind näher bei den Originalen als die der Aufklärungszeit und der Romantik. Bei den Melodien ist die Einebnung der originalen Synkopen und Melismen nur teilweise rückgängig gemacht. Kirchentonartliche Melodien sind der Dur-Moll-Tonalität angepasst.
Zusätzlich zu den 342 Kirchenliedern umfasste das DEG 44 „geistliche Volkslieder“, die nicht für den Gemeindegottesdienst bestimmt waren. Diese Kategorie wurde auch für die landeskirchlichen Ausgaben des DEG übernommen. Viele dieser Lieder, die im EKG fehlen oder in Regionalteilen erscheinen, finden sich im Stammteil des Evangelischen Gesangbuchs von 1993.

## Gliederung
- Das Kirchenjahr
  - Advent (1–9)
  - Weihnachten (10–21)
  - Jahreswechsel (22–26)
  - Epiphanias (27–33)
  - Passion (34–55)
  - Ostern (56–67)
  - Himmelfahrt (68–74)
  - Pfingsten (75–84)
  - Trinitatis (85–88)
- Die Kirche und die Gnadenmittel
  - Die Kirche (89–114)
  - Sonntag und Gottesdienst (115–128)
  - Taufe und Konfirmation (129–132)
  - Das heilige Abendmahl (133–139)
- Das christliche Leben
  - Buße (140–147)
  - Glaube und Rechtfertigung (148–158)
  - Heiligung (159–194)
  - Liebe zu Jesu (195–208)
  - Vertrauen auf Gott (209–241)
  - Lob und Dank (242–261)
  - Tageszeiten
    - Morgen (262–273)
    - Mittag (274–275)
    - Abend (276–289)

  - Haus und Beruf (290–296)
  - Vaterland (298–303)
- Tod, Gericht und ewiges Leben (304–342)